# Озторун, Ферхат
Ферхат Озторун (тур. Ferhat Öztorun; род. 8 мая 1987 года, Стамбул) — турецкий футболист, игравший на позиции защитника.

## Клубная карьера
Ферхат Озторун — воспитанник стамбульского клуба «Галатасарай». 22 января 2006 года он дебютировал в турецкой Суперлиге, выйдя в основном составе в гостевом матче против «Коньяспора». В официальных матчах он редко выходил на поле, будучи игроком «Галатасарая», и в сентябре 2007 года перешёл в команду Суперлиги «Манисапор», который по итогам сезона 2007/08 покинул главную лигу Турции. По окончании Первой лиги 2008/09 «Манисаспор» вернулся в Суперлигу, а Ферхат Озторун подписал контракт с «Трабзонспором», где провёл следующие 3,5 года. В этой команде он играл роль футболиста запаса и во второй половине сезона 2012/13 перешёл в клуб Суперлиги «Ордуспор», вылетевший по его завершении в Первую лигу.
Отыграв один сезон в Первой лиге за «Ордуспор», Ферхат Озторун в середине июля 2014 года перешёл в команду Суперлиги «Истанбул Башакшехир».

## Достижения
«Галатасарай»
- Чемпион Турции: 2005/06

«Манисаспор»
- Победитель Первой лиги Турции: 2008/09

«Трабзонспор»
- Обладатель Кубка Турции: 2009/10